# Гімназія № 191
Ліцей 191 м. Києва (повна назва — Ліцей №191 ім. П.Г. Тичини з поглибленим вивченням іноземних мов м. Києва) — заклад загальної середньої освіти у Дніпровському районі міста Києва. Організаційно-правова форма — комунальний заклад. Форма власності — державна / власність територіальних громад. Директор — Лавриненко Світлана Леонідівна. Заклад здійснює підготовку здобувачів освіти основної (5-9 класи) та старшої (10-11/12 класи) шкіл. Ліцей спеціалізується на вивченні англійської мови.

## Історія

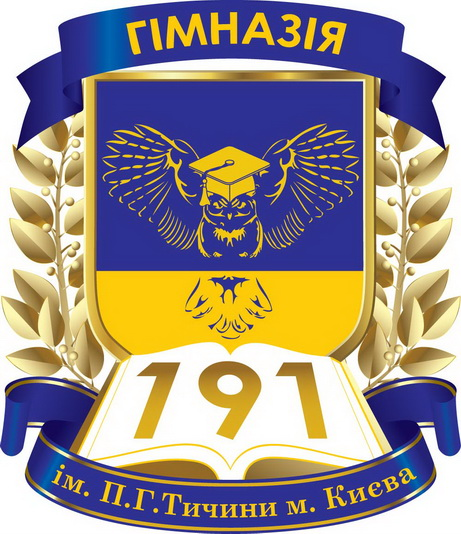
Герб Гімназії 191

Заклад розпочав роботу влітку 1968 року і був першим на Березняках закладом з українською мовою навчання.
У році учителі Гречківська Валентина Петрівна та Іваницька Стефанія Федотівна організували діяльність студії «Сонячні кларнети», яка здійснила плідну роботу по дослідженню творчої спадщини Павла Григоровича Тичини. Внаслідок цього, 15 грудня 1978 року Постановою Ради Міністрів України школі № 191 було присвоєно ім’я П.Г.Тичини. 
У 1980 році за ініціативи школярів було зібрано кошти на виготовлення та встановлення пам'ятника Миколі Островському, що і дотепер стоїть на подвір'ї закладу. 
У 1984 році школі було присвоєно статус “Зразкової установи”. 
1994 року педагогічний склад на чолі із директором Дроздович Ніною Георгіївною ініціював зміну назви зі «школа» на «гімназія». З того часу заклад має назву «Гімназія № 191 імені Павла Григоровича Тичини». 
1997 року заклад став колективним членом Малої Академії Наук.
2019 року Гімназія як підготовчий центр стала партнером центру міжнародних іспитів з англійської мови Grade Education Center, який є єдиним авторизованим центром Cambridge Assessment English в Україні.

## Академічні показники
За даними порталу osvita.ua [Архівовано 12 травня 2011 у Wayback Machine.] Гімназія посіла 57 місце в Україні за результатами ЗНО випускників 2019 року, та 26 місце у Києві.
За даними порталу osvita.ua [Архівовано 12 травня 2011 у Wayback Machine.] Гімназія посіла 60 місце в Україні за результатами ЗНО випускників 2020 року, та 31 місце у Києві. 
За даними порталу osvita.ua [Архівовано 26 серпня 2021 року у osvita.ua] Гімназія посіла 94 місце в Україні за результатами ЗНО випускників 2021 року, та - місце у Києві. 

Кухар Любов Олексіївна - заступник директора, організатор  олімпіадного руху та роботи в МАН.
Лавриненко Світлана Леонідівна - директор, кандидат психологічних наук, автор багатьох наукових досліджень.